# Колхіда (автомобіль)
«Колхіда» — назва серії радянських сідельних тягачів (КАЗ-606, КАЗ-606А, КАЗ-608, КАЗ-608В) і сільськогосподарських самоскидів із колісною формулою 4×4 (КАЗ-4540) безкапотного компонування, що виготовлялися на Кутаїському автомобільному заводі.

## Історія створення
В кінці 1950-х років конструкторами Кутаїського автозаводу на чолі з головним конструктором Д. Картвелішвілі були розроблені два вантажних автомобіля, які отримали індекси КАЗ-605 для вантажівки з бортовою платформою і КАЗ-606 для сідельного тягача. У 1958 році були розроблені перші зразки. Відмінною рисою автомобілів була бескапотне компонування з розташуванням кабіни над двигуном. Спочатку базовим автомобілем вважався КАЗ-605, від якого КАЗ-606 відрізнявся наявністю сідельно-зчіпного пристрою і укороченою до 2700 мм колісною базою.
У лютому-березні 1959 року дослідні автомобілі демонструвалися на виставці ВДНГ у павільйоні «Машинобудування». За наказом Міністерства автомобільної промисловості пріоритет був відданий сідельному тягачу, оскільки радянські автотранспортні господарства дуже потребували такий тип вантажівки. Бортовий КАЗ-605 так і не був запущений у виробництво.
Серійний випуск КАЗ-606 почався з 1961 року, а автомобілю було присвоєно ім'я «Колхіда». Власним в автомобілі було тільки компонування, а вузли і агрегати були використані від серійної вантажівки ЗІЛ-164.

## КАЗ-606 і КАЗ-606А
КАЗ-606 був першим радянським сідельним тягачем з безкапотною конструкцією. Автомобіль відрізняла суцільнометалева закрита двомісна кабіна з двома оглядовими лобовими склами, розділеними перегородкою. На тягачі встановлювався бензиновий карбюраторний рядний шестициліндровий двигун ЗІС-120 (ЗІЛ-157К) потужністю 90 к.с при частоті обертання 2600 об/хв., робочим об'ємом 5,5 літрів.
За водійським сидінням розміщувалося спальне місце (вперше на радянській серійній вантажівці). Незвичайним було розташування важеля перемикання передач з правого боку рульової колонки, а стоянкового гальма зліва від водія. КАЗ-606 випускали обмеженими партіями. На відміну від дослідних зразків, у серійного КАЗ-606 головні фари перекочували з верхньої частини передньої стінки кабіни на нижню в спеціальні ніші, внаслідок чого тягач отримав більш привабливий зовнішній вигляд.
Серійний випуск більш досконалої модифікації КАЗ-606А було розпочато в 1962 році. Автомобіль комплектувався модернізованим 6-циліндровим рядним 5,5-літровим двигуном КАЗ-606А (ЗІЛ-157КЯ), який представляв собою допрацьований двигун ЗІС-120. Поліпшення полягали у підвищенні ступеня стиснення, збільшення номінальної частоти обертання колінчастого вала і застосування більш досконалого карбюратора. Це дозволило поліпшити наповнення циліндрів двигуна і досягти потужності в 110 к.с (проти 90 к.с у ЗІС-120) при частоті обертання 2800 об./хв.
Автомобіль був здатний буксирувати напівпричіп вагою 10,5 т.
Автомобіль устатковувався механічною п'ятиступінчастою триходовою коробкою передач і рульовим керуванням без підсилювача. Підвіска передньої осі складалася з двох листових ресор і двох гідравлічних амортизаторів телескопічного типу; підвіска заднього моста включала чотири листові ресори: дві основні та дві додаткові.
В цілому автомобіль був досить прогресивним для свого часу, надаючи водієві високий рівень комфорту: наявність спального місця, вентилятора, протитуманних фар. Проте відзначалися і суттєві недоліки: низька якість збірки, висока витрата палива, яка досягала 50 літрів на 100 км і низька максимальна швидкість.

Доступ до двигуна здійснювався через знімний кожух в самій кабіні, що розділяє посадочні місця водія і пасажира, що ускладнювало ремонт і в ряді випадків призводило до потрапляння в салон вихлопних газів.

## КАЗ-608 і КАЗ-608В

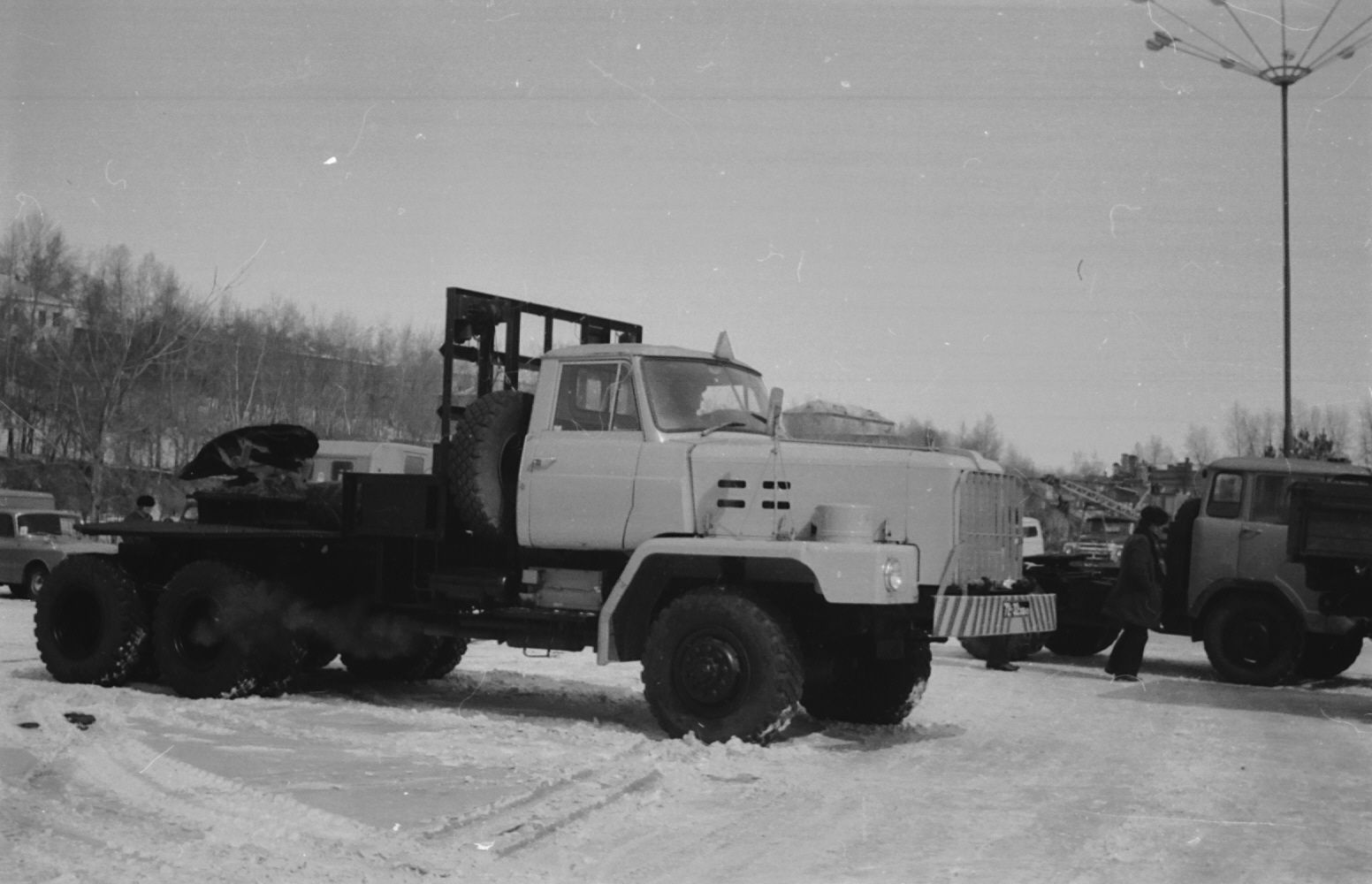
Сідельний тягач Komatsu-Nissan KNWF 12T, на задньому плані сідельний тягач КАЗ-608, 1978 рік

Відразу після початку випуску КАЗ-606А в 1962 році в конструкторському бюро заводу почалася робота над наступною моделлю сідельного тягача КАЗ-608 з використанням вузлів і агрегатів від новітнього тоді автомобіля ЗІЛ-130. На тягач мав встановлюватися V-подібний восьмициліндровий злегка змінений двигун ЗІЛ-130Я5 (відрізнявся конструкцією повітряного фільтра), робочим об'ємом 6 літрів і потужністю 150 к.с Дослідний зразок нової «Колхіди» був готовий в 1963 році, однак завод імені Лихачова знайшов можливість забезпечувати КАЗ двигунами тільки до 1967 року, після чого відразу почався серійний випуск оновленого автомобіля.
Збільшилася максимальна вага буксируваного напівпричепа, який досяг 15 500 кг при максимальній швидкості 70 км/год. Правда, експлуатувати автомобіль з таким навантаженням рекомендувалося лише по рівнинним дорогам з удосконаленим покриттям. Максимальна швидкість з напівпричепом 10 500 кг склала 80 км/год.
Крім потужнішого двигуна, автомобіль отримав ряд додаткових нововведень: двигун був зміщений назад, а для доступу до нього кабіна відкидалася вперед на 45 градусів. Конструкція відрізнялася ненадійністю, і бували випадки, коли вона, при різкому гальмуванні, мимовільно відкидалася під час руху, провокуючи аварії.
Завдяки зміщенню двигуна назад з'явилася можливість збільшити кількість пасажирських місць у кабіні до трьох. Важіль перемикання передач став розташовуватися традиційно — на підлозі, праворуч від водія. Для полегшення керування автомобілем рульова система була оснащена гідропідсилювачем.
Характерною рисою автомобіля була наявність двох глушників і двох вихлопних труб, тобто кожен ряд V-подібного двигуна мав свою випускну систему.
Спеціально для тягача заводом-виготовлювачем був спроектований і випускався двовісний напівпричіп КАЗ-717 власною масою 4000 кг і вантажопідйомністю 11,5 т. Однак для автомобіля він був занадто важкий і часто замінювався іншими, більш легкими і менш вантажопідйомними напівпричепами.
Дещо змінився і зовнішній вигляд. КАЗ-608 отримав оновлене оформлення передньої частини кабіни. Площа фальшрешітки була зменшена, змінилася і її форма. На пізніх машинах замість панорамних бічних стекол стали встановлювати обмежені, які не заходять на задню частину кабіни. І, мабуть, найголовніше — кабіна 608-го стала відкидною, що дозволяло краще і зручніше обслуговувати вузли та агрегати автомобіля. Випуск КАЗ-608 тривав до 1976 року включно.
На початку 1970-х років КБ КАЗа початок розробку більш досконалого тягача КАЗ-608В, дослідний зразок якого був готовий до 1971 р. Його виробництво почалося в 1976 році. Було враховано основну вимогу споживачів — нова і більш надійна кабіна. Колишня відрізнялася поганою герметичністю і міцністю з-за великої площі скління і поганої якості виготовлення скляних ущільнювачів. Дизайн кабіни набув кутасті, квадратні форми, були поліпшені технічні характеристики. З передньої частини зник напис «Колхіда» в грузинському стилі, яку замінили рознесені по всій довжині передка літери «КАЗ», взяті від КамАЗа.
Часом можна було зустріти перероблені КАЗ-608 і КАЗ-608В, на які авторемонтними господарствами і автозаводами встановлювалися самоскидні кузови (зазвичай ЗІС/ЗІЛ-ММЗ-585) або бортові платформи.
В кінці 1960-х років були побудовані невеликою партією аеродромні паливозаправники, в 1971 році на подовжене шасі КАЗ-608 встановлювалися аеродромні автоліфти. У 1986 році почався випуск тягача КАЗ-608В2, який отримав вдосконалені агрегати від ЗІЛ, але на зовнішньому вигляді це практично не позначилося. 
Виробництво тягачів КАЗ-608В і КАЗ-608В2 було припинено в 1989 році.

## Оцінка проекту

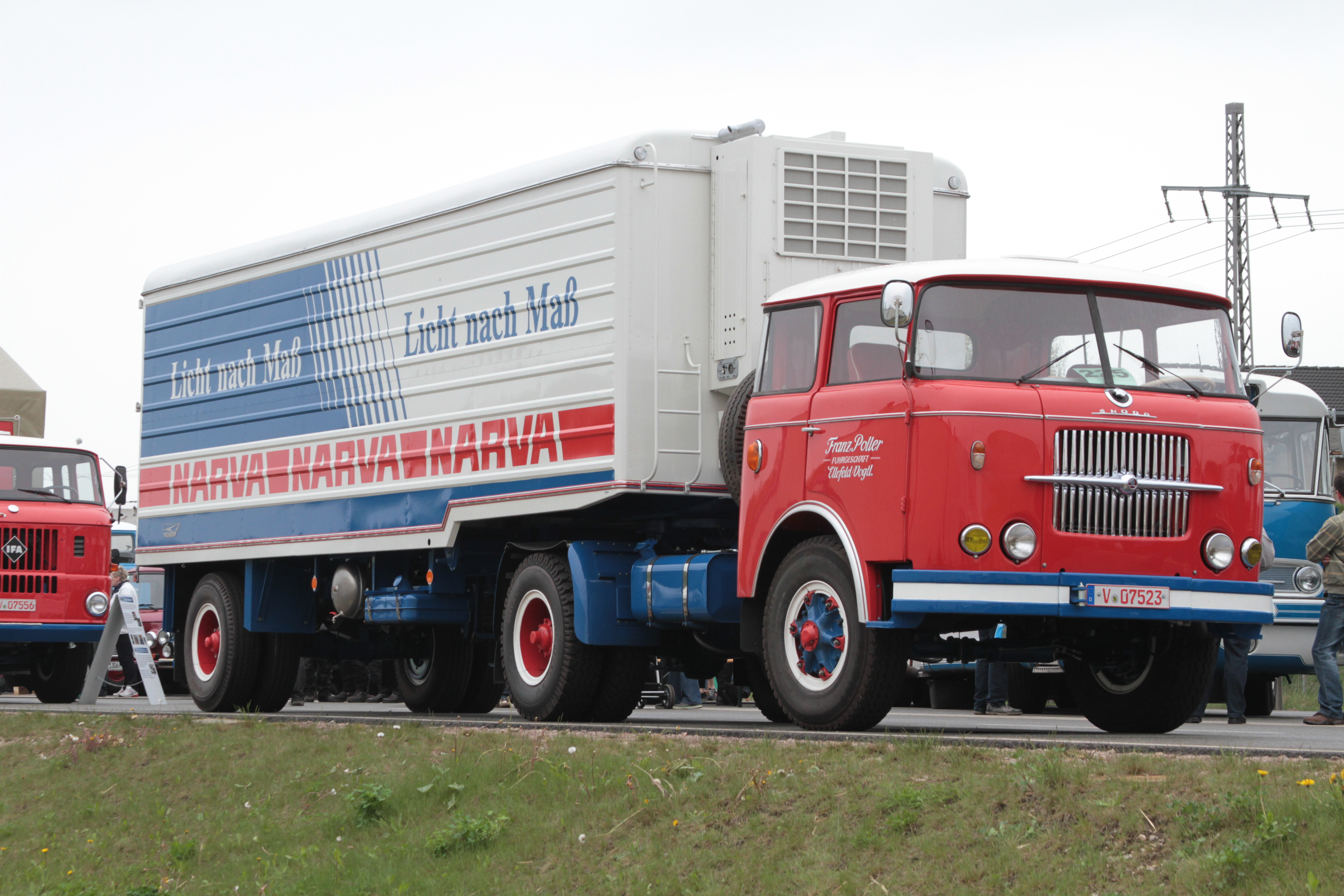
Сідельні тягачі Škoda-706 RTTN, що поставлялися в СРСР з Чехословаччини, зовні трохи схожі на «Колхіди», але по класу були більше, а за якістю значно краще.

Сідельні тягачі «Колхіда» відрізнялися невисокою якістю виготовлення, що посилювалося низькою культурою експлуатації автомобілів на багатьох автотранспортних підприємствах (АТП), тому ці вантажівки рідко переживали одну «п'ятирічку». Позначалися і конструктивні недоліки: зокрема, дуже коротка колісна база (2900 мм — всього на 100 мм більша, ніж у ГАЗ-24) в певних умовах погіршувала керованість автомобіля, занадто близько розташовані до заднього мосту вихлопні труби іноді провокували перегрів масла в ньому, а внаслідок невдалої трансмісії вантажівка мала погану динаміку.
Водії всіляко намагалися позбутися «Колхід» — крім того, у АТП на «Колхіди» часто садили винуватих у чомусь шоферів або молодь. Великим плюсом було те, що «Колхіда» (а точніше, моделі КАЗ-608 і КАЗ-608В) по основних вузлах і агрегатах була уніфікована з сімейством ЗІЛ-130, і тому Кази часто ставали «донорами».
Низькі тягові якості автомобіля породили шоферську приказку: «Курка не птах, а „Колхіда“ не тягач».
Тим не менш, незважаючи на ці недоліки, «Колхіди» внесли чималий внесок у розвиток радянської економіки. Кутаїський автозавод покривав велику потребу в сідельних тягачах, яка виникла у зв'язку з початком масового випуску напівпричепів різного призначення в 1960-х роках. Незважаючи на те, що внаслідок великого числа недоліків з «Колхид» не вийшло справжніх «далекобійників», як це спочатку передбачалося, ці тягачі активно використовувалися для перевезення величезної кількості найрізніших вантажів.

## КАЗ-4540 «Колхіда»

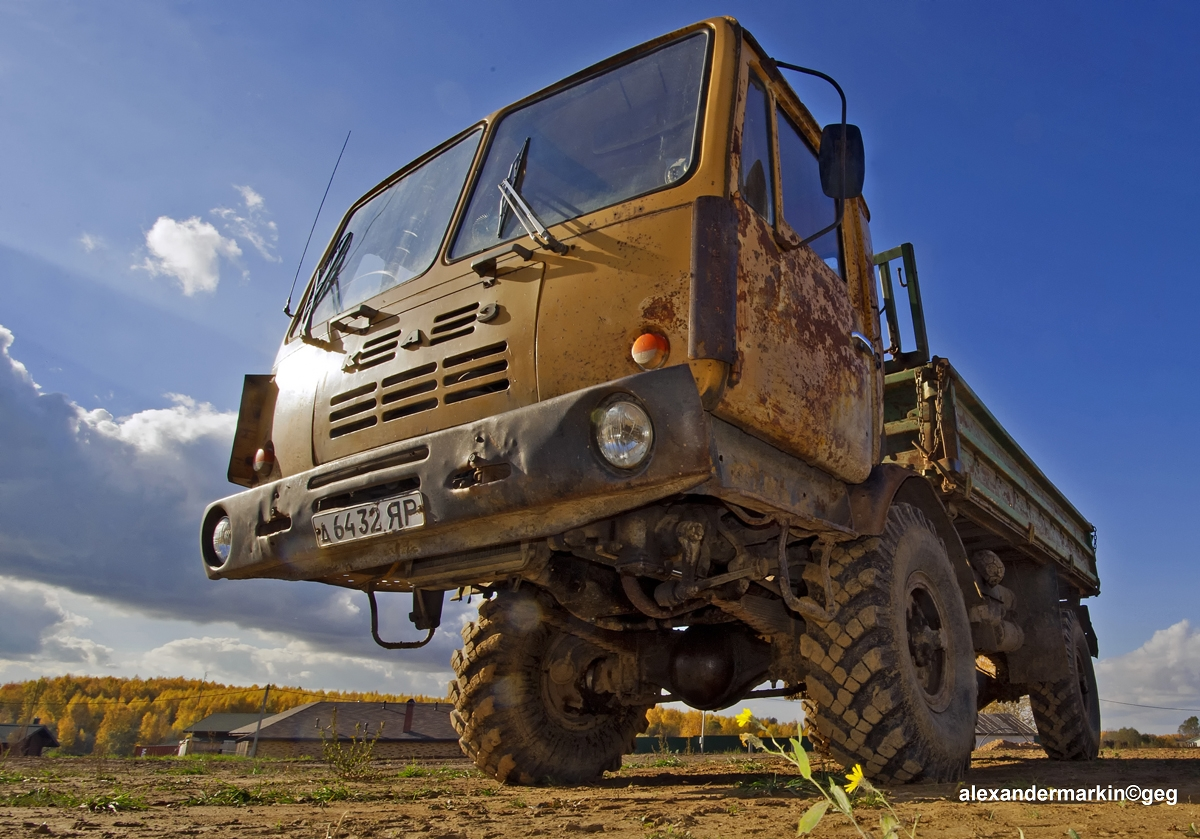
КАЗ-4540

На початку 1980-х КАЗ разом з НАМІ працював над створенням сільськогосподарського самоскида з тристороннім розвантаженням і дизельним двигуном. Плодом цієї співпраці став КАЗ-4540, виробництво якого почалося в 1984 році.
КАЗ-4540 представляв собою двовісний автомобіль підвищеної прохідності, компонування — «кабіна над двигуном», тримісна кабіна водія перебувала перед ведучим переднім мостом. Для обслуговування двигуна кабіна відкидалася вперед на шарнірах.
Дизельний двигун — чотиритактний дизельний, 6-циліндровий, V-подібний, розроблений на основі 8-циліндрового V-подібного двигуна КАМАЗ-740 (встановлюється на вантажні автомобілі КАМАЗ). Потужність двигуна — 160 к. с. (118 кВт).
Коробка передач — механічна 8-ступінчаста, зблокована з одноступеневою роздавальною коробкою. Примітно, що коробка передач знаходиться на рамі під самоскидним кузовом, з'єднана з двигуном проміжним карданним валом.
Передній та задній міст — ведучі, задній міст має блокування міжколісного диференціала.
Автомобільні шини — радіального типу, широкопрофільні, односхилі.
Підвіска:
спереду — на поодиноких поздовжніх напівеліптичних ресорах з телескопічними гідравлічними амортизаторами;
ззаду — на подвійних поздовжніх напівеліптичних ресорах.
Ходова частина дозволяє рухатися не тільки по поганих дорогах, але і по свіжозораному полю. Трансмісія з великим передавальним числом дозволяє супроводжувати сільськогосподарський комбайн з мінімальною швидкістю 2 км/год.
Рульове управління з гідравлічним підсилювачем.
Гальмівна система — пневматична, гальмівні механізми — барабанного типу з автоматичним регулюванням зазорів між гальмівними колодками і барабаном.
КАЗ-4540 оснащений самоскидним суцільнометалевим кузовом з тристороннім розвантаженням, відкривання і закривання бортів автоматичне. Для перевезення легкої сільськогосподарської продукції (зелена маса, бавовна, чайний лист) висота бортів може бути збільшена установкою панелей з металевої сітки.
КАЗ-4540 може буксирувати самоскидний причіп.
З розпадом СРСР Кутаїський автозавод увійшов в економічну кризу, бо не знайшов ринку збуту для своєї продукції. 
Випуск вантажівок КАЗ-4540 для внутрішнього ринку по 15-20 примірників на рік тривав до 2001 року. 
Після цього завод став приходити в запустіння.

## Збережені автомобілі
До нашого часу не дійшли ранні автомобілі КАЗ-606 і КАЗ-606А. Не збереглися цілком і КАЗ-608. До недавнього часу в одному з петербурзьких автобусних парків був сильно перероблений внутрішньопарковий тягач КАЗ-608 з оригінальною кабіною, але в кінці 2000-х років він був знищений. Також є дані про те що збереглася кабіна КАЗ-608 на одному з аеродромів Крайньої Півночі. Більше пощастило КАЗ-608В/В2 і КАЗ-4540: їх виробляли значно довше, і на початку 1990-х років деякі з них потрапили у руки приватників, тому змогли дожити до наших днів, хоча часто вже не в оригінальному виконанні.